# ایگلسیاس
ایگلسیاس (به اسپانیایی: Iglesias, Burgos) یک شهرستان در اسپانیا است که در استان بورگس واقع شده‌است.